# Sunifred I d'Urgell-Cerdanya
|  | Per a altres significats, vegeu «Sunifred I (bisbe de Girona)». |

Sunifred I (Girona, 805 - 848) fou comte d'Urgell i Cerdanya (834 - 848), de Barcelona, Girona, Osona, Besalú, Narbona, Agde, Besiers, Lodeva, Melguelh i Nimes (844-848); i comte de Conflent durant un breu període abans del 848.

## Orígens familiars
Hi ha opinions divergents sobre la identitat del pare de Sunifred. Segons Ramon d'Abadal, era fill del comte Bel·ló de Carcassona, mentre que altres historiadors pensen que era el seu gendre. En aquest cas, seria probablement fill de Borrell I d'Osona i s'hauria casat amb Ermessenda, filla de Bel·ló. Era parent, doncs, dels comtes Sunyer I d'Empúries i Oliva I de Carcassona. Sunifred es casà amb la noble Ermessenda l'any 840, de la qual tingué:
- Guifré el Pilós (ca. 840 - 897), comte de Barcelona[6]
- Miró I (? - 896), comte de Rosselló i Conflent[1]
- Radulf (? - 920), comte de Besalú[1]
- Sunifred (? - ca. 890), abat d'Arles[1]
- Riculf (? - ca. 916), bisbe d'Elna[1]
- Sesenanda[1]
- Ermesinda (? - ca. 898)[1]
- Quíxol[1]

## Biografia
El 834, el rei franc Lluís el Pietós li va donar els comtats d'Urgell i Cerdanya, que pertanyien a Galí I Asnar (aliat de Mussa ibn Mussa ibn Fortun de la família dels Banu Qasi), i que va ocupar el 835 la Cerdanya i cap al 838 l'Urgell.
El 842 una expedició musulmana, ordenada per l'emir de Còrdova Abd al-Rahman II i dirigida per Abd al-Wahid ibn Yazid i Mussa ibn Mussa va envair el comtat de Barcelona. Els àrabs van creuar per les zones de l'interior (Bages, Lluçanès i Osona) amb la intenció de dirigir-se cap a Narbona, però van ser aturats per les forces de Sunifred abans d'arribar a la Cerdanya, probablement a la Vall de Ribes. Aquest èxit degué influir perquè, el 844, a la mort de Bernat de Septimània, (o quan ja estava presoner) el rei franc Carles II el Calb nomenés Sunifred comte i marquès de Barcelona, Girona, Osona, Besalú, Narbona, Agde, Besiers, Lodeva, Melguelh i Nimes (a més de Cerdanya i Urgell). Sunifred mai és esmentat com a duc de Septimània o de Gòtia i només com a comte o marquès (marquès s'anomenaven tots els comtes fronterers) però no hi ha dubte que va exercir una hegemonia a Septimània i Gòtia equivalent de fet a la dels ducs. El desembre del 847 l'emir va demanar la signatura d'un tractat de pau.
El comtat del Conflent va passar a dependre de la Cerdanya i, per tant, de Sunifred, segurament a la mort de Berà II (entre el 846 i el 848). Probablement, Sunifred va morir enfrontant-se amb Guillem de Septimània, fill de Bernat de Septimània, que aliat amb Pipí II d'Aquitània es va revoltar contra Carles el Calb el 848 i va ocupar els comtats d'Empúries i Barcelona.